# Герои не плачут (фильм, 1980)
«Герои не плачут» (кит. трад. 英雄無淚, упр. 英雄无泪, палл. Ин сюн у лэй, англ. Heroes Shed No Tears) — гонконгский художественный фильм 1980 года, поставленный гонконгским режиссёром Чу Юанем на студии братьев Шао. Картина снискала как сдержанные, так и благосклонные отзывы кинокритиков.

## Сюжет
Мастер-отшельник Сяо выковывает «меч слёз». Внезапно, когда меч окончательно сделан, появляется дурное предзнаменование, что в мир боевых искусств грядёт катастрофа, и родному сыну Сяо суждено умереть от этого меча. Сяо отдаёт этот меч своему ученику Гао Цзяньфэю, чтобы тот вместе с мечом спустился с гор и предотвратил грядущую катастрофу.
В мире боевых искусств имеются две враждующие организации — организация, предоставляющая телохранителей в Чанъане, и «Львиный зал» в Лояне. Сыма Чаоцюнь по прозвищу Непревзойдённый, глава первой организации, желает взять в свои ряды предателя второй, Ян Цзяня. Чтобы возвратить честь, глава «Львиного зала», Чжу Мэн, посылает убийцу за головой предателя. По этой причине помощник Чаоцюня и номер два в организации, Чжоу Дунлай, принимает меры предосторожности на случай нападения. Первоначально Дунлай подозревает, что Гао Цзяньфэй — подосланный убийца, поэтому следит за ним. Тем не менее, Ян Цзянь всё равно погибает от рук таинственного человека с деревянным ящиком на спине, Сяо Лэйсе.
Цзяньфэй случайно знакомится с Чжу Мэном, после чего двое сразу становятся побратимами. В это время Дунлай прибывает на место, чтобы убить Чжу Мэна, и со своими людьми противостоит двум новым знакомым. Внезапно появляется Лэйсе и помогает им отбиться. Цзяньфэй знакомится с девушкой, которая соблазняет его, а позже исчезает. Мэн возвращается в Лоян, где его люди отбивались от Дунлая, и поэтому приходит в свой разрушенный «Львиный зал». Мэн собирает оставшихся выживших бойцов, чтобы отправиться в Чанъань мстить людям Дунлая. Неожиданно Дунлай приглашает отчаявшегося Мэна и Цзяньфэя к себе на банкет. Оказалось, что Дунлай ранее отправил обожающему танцевать Мэну девушку по прозвищу Изящная, которая танцевала с ним в течение трёх дней, из-за чего Мэн постоянно тосковал по ней. На банкете Изящная снова исполняет танец. Мэн и Цзяньфэй узнают, что им обоим нравится одна и та же девушка. Этот шаг — часть замысла Дунлая против двух главных гостей банкета. В итоге Изящная, не желая быть использованной, отрубает себе ногу и уходит. Подавленные Цзяньфэй и Мэн также удаляются с мероприятия.
Избавившись таким образом от Цзяньфэя и Мэна, Дунлай побеждает в бою Чаоцюня, который, впоследствии выгнанный из организации, отправляется к Мэну, и двое сломленных героев наблюдают смерть Изящной. Лэйсе, оказавшийся сыном мастера Сяо, стремится отыскать своего брата. Он полагает, что им является Цзяньфэй, поэтому неоднократно спасает его. Тем не менее ключ к разгадке тайны о младшем брате Лэйсе теряется из-за Дунлая. Цзяньфэй, Мэн и Чаоцюнь объединяют усилия против Дунлая. В ходе схватки Дунлай овладевает мечом слёз, из-за чего его противникам не удаётся противостоять, но появляется Лэйсе, в ящике которого оказывается оружие, единственно способное противостоять мечу слёз. Перед смертью побеждённый Дунлай признаётся, что он сын мастера Сяо и его младшей жены.

## Исполнители ролей
- Александр Фу — Гао Цзяньфэй
- Джейсон Бай[кит.] — Сыма Чаоцюнь
- Дерек И — Чжо Дунлай
- Ку Фэн — Чжу Мэн
- Юэ Хуа[англ.] — Сяо Лэйсе
- Ку Куньчун[кит.] — Цай Чун / Чжо Цин
- Энджи Чиу[англ.] (камео) — Изящная
- Ван Ша (камео) — наставник Дунлая
- Лю Хуэйлин (камео) — У Вань, жена Чаоцюня
- Цзин Мяо — наставник Цзяньфэя
- Кён Хонь — Ян Цзянь
- Юнь Пань — Хань Чжан
- Юнь Ва[англ.] — Му Цзи

## Комментарии
1. ↑  В титрах фильма обозначен под псевдонимом Цинь Юй (秦雨).